# 宮城教育大学附属中学校
宮城教育大学附属中学校（みやぎきょういくだいがくふぞくちゅうがっこう）は、宮城県仙台市青葉区上杉六丁目にある宮城教育大学附属の国立中学校である。

## 概要
宮城県内では唯一の国立中学校である。同一敷地に宮城教育大学附属小学校、同附属幼稚園があり、周囲は複数の教育機関からなる文教地区である。
1学年あたり160人の生徒がいる。生徒の多くは附属小学校からの入学となっている。これを内部進学という。内部進学生が120人、外部生が40人いる。平成27年度より宮城教育大学附属小学校、仙台第二高等学校、仙台第一高等学校、宮城教育大学と連携し，「英語教育強化地域拠点事業」に取り組んでいる。2学期制、秋休み、定期考査三回制、副教材が理数のみ（中三時は社会公民が追加される）など、宮城県内における教育的モデルケースとなることが多い。
制服はブレザーであり、ネクタイ、リボンの指定はない。かつては色はグレー・金の2つから1つを選ぶ形式であり、入学式や卒業式などの学校行事の際には金が指定されることだったが、2024年度からの新入生には金ネクタイだけが配布された。校内で実技教科があるときは、濃い青色の体育ジャージを着用する。ジャージの中には「長袖トレーナー」なるものがあり、冬の着用が一般的になっている。

## 沿革
- 1947年（昭和22年） - 宮城師範学校男子部附属中学校、同女子部附属中学校として創設。
- 1950年（昭和25年） - 東北大学宮城師範学校附属中学校として統合。
- 1951年（昭和26年） - 東北大学教育学部附属中学校となる。
- 1967年（昭和42年） - 宮城教育大学教育学部附属中学校となる。

## サークル活動
「サークル活動」というものがある。
2004年度夏より部活動が廃止され、サークル活動に引き継がれた。サークル活動は、一週間に3,4回（原則、月・水・金曜日）の活動があり、運動サークルと文化サークルがある。運動サークルは、野球、サッカー、男女ソフトテニス、男女バドミントン、男女バレーボール、男女バスケットボール、水泳、剣道があり、文化サークルは、吹奏楽、科学、美術がある。生徒の加入は自由であるが、ほとんどの生徒が加入する。なお、複数のサークルに所属すること（兼部）はできない。また、サークル活動の時間が年々短縮されており、一部の生徒からは不満の声が上がっている。柔道、体操は2025年現在は廃部となっている。
生徒がサークル全体の運営をする機関として、「サークル検討委員会」というものがある。これは、生徒会総務と、運動サークル長（運動サークルの部長たちの代表）、文化サークル長（文化サークルの部長たちの代表）で構成される。
文化サークルにおいては、8月末に「文化サークル発表会」なるものがある。これは、文化サークルによる成果発表会なのであるが、文化祭とは異なる種類の行事である。かつては「附中祭」という文化祭があったが、近年（2023年現在）附中祭は廃止され、文化サークル発表会に移行した。しかし、生徒からは附中祭の復活を求める声が多数上がっていて、生徒会側の対応に注目が集まっている。

## 委員会活動
委員会は生徒会総務を中心に活動している学級委員が務める学年委員会、保健委員会、図書委員会、整美委員会、放送委員会、生活委員会、編集委員会、応援団幹部、の全8委員会がある。
これらは月に一回程度の頻度で開催されている。
特別委員会はスポーツ大会実行委員会、合唱祭実行委員会、文化サークル発表実行委員会、送別会実行委員会、選挙管理委員会に加えて、総合の委員会（各学年ごと）がある。

## 交通
- 仙台市営バス「附属小学校前」停留所 徒歩1分
- 宮城交通「仙台放送前」停留所 徒歩5分
- JR仙山線東照宮駅 徒歩10分
- 仙台市地下鉄南北線北四番丁駅・北仙台駅 徒歩15分

## 主な出身者
- 角谷正彦 - 元国税庁長官
- 梅原克彦 - 政治家（第15代仙台市長）
- 小野次郎 - 政治家（参議院議員）
- 小野寺正 - 元KDDI社長、元電気通信事業者協会会長
- とよたかずひこ - 絵本作家
- 名護ひと美 - Date fmアナウンサー
- 岩田華怜 - 女優、元AKB48※途中で転校
- 芳村真理 - 女優、モデル、司会者、実業家
- 米田まりな - 整理収納アドバイザー、作家

## 系列校
|            | 普通学校                                                                                            | 特別支援学校                                                                                                   |
| ---------- | --------------------------------------------------------------------------------------------------- | --- |
| 高等学校   | －                                                                                                  | 宮城教育大学附属特別支援学校高等部（北緯38度15分38.2秒 東経140度50分3.8秒 / 北緯38.260611度 東経140.834389度） |
| 中学校     | 宮城教育大学附属中学校（北緯38度16分38.2秒 東経140度52分33.2秒 / 北緯38.277278度 東経140.875889度） | 宮城教育大学附属特別支援学校中学部                                                                             |
| 小学校     | 宮城教育大学附属小学校（北緯38度16分41秒 東経140度52分32.6秒 / 北緯38.27806度 東経140.875722度）    | 宮城教育大学附属特別支援学校小学部                                                                             |
| 幼稚園     | 宮城教育大学附属幼稚園（北緯38度16分39秒 東経140度52分37.4秒 / 北緯38.27750度 東経140.877056度）    | － |
| キャンパス | 上杉キャンパス                                                                                      | 青葉山キャンパス                                                                                               |